# Det stod en blomma
Det stod en blomma är en psalm med text och musik skriven 1962 av Theofil Engström.

## Publicerad i
- Segertoner 1988 som nr 340 under rubriken "Fader, son och ande - Gud, vår Skapare och Fader".[1]